# Třída Ikazuči (1899)
Třída Ikazuči (japonsky 雷型 Ikazuči-gata) sestávala ze šesti torpédoborců, postavených v letech 1897 až 1900 ve Spojeném království pro japonské císařské námořnictvo. Jednalo se o první torpédoborce objednané pro císařské námořnictvo. Po zařazení do služby v letech 1899 a 1900 se zapojily do potlačení povstání boxerů, přičemž byla v roce 1900 jedna jednotka ztracena při ztroskotání, a zbývajících pět torpédoborců se zúčastnilo rusko-japonské války. Od srpna 1912 byly překlasifikovány na torpédoborce 3. třídy (三等駆逐艦 santó kučikukan). Dvě další jednotky byly ztraceny při kolizi a explozi a zbývající tři byly vyřazeny.
Všechny jednotky byly pojmenované po přírodních jevech.
V článku se používá pozdější termín „torpédoborec“, ačkoliv dobová klasifikace byla mnohdy odlišná

## Pozadí vzniku
Počátkem roku 1896 (tedy po vyhrané první čínsko-japonské válce a následně prohrané Intervenci Tří) schválil Teikoku-gikai (帝國議会 ~ císařský sněm) Jamamotův desetiletý plán rozvoje loďstva, který byl později znám jako plán rozvoje loďstva 6-6 (六六艦隊計画 Roku-roku kantai keikaku). Ten požadoval (mimo jiné) stavbu 23 torpédoborců do roku 1905.

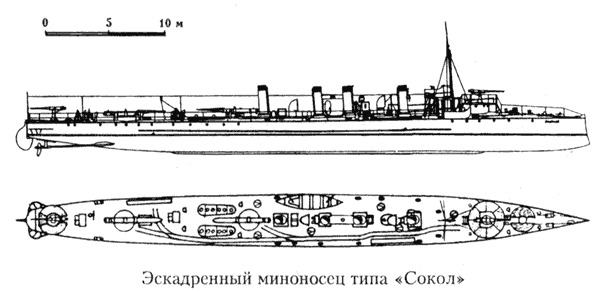
Loděnice Yarrow postavila i vůdčí jednotku ruské třídy Sokol, s jejímiž jednotkami se Ikazuči střetly za rusko-japonské války. Většina stíhačů torpédovek (torpedo boat destroyer) postavených loděnicí Yarrow se vyznačovala čtyřkomínovou siluetou. V porovnání s třídou Sokol ale byly jednotky třídy Ikazuči větší a silněji vyzbrojené

Šest jednotek budoucí třídy Ikazuči bylo objednáno v loděnici Yarrow v Poplaru, která již měla zkušenosti se stavbou ničitelů torpédových člunů (Torpedo Boat Destroyer) pro Royal Navy i zahraniční odběratele. První čtyři jednotky (Akebono, Ikazuči, Inazuma a Sazanami) byly financovány z prostředků rozpočtového roku 1896 a poslední dvě jednotky (Nidži a Oboro) z rozpočtu na rok 1897.
Budoucí torpédoborce v té době představovaly novou kategorii plavidel a v císařském námořnictvu prodělala jejich klasifikace mnohem složitější vývoj, než v případě Royal Navy. Nejprve byly nazývány jako suiraitei kučikutei (水雷艇駆逐艇) – doslova „čluny (艇) pro zahánění/ničení (駆逐) torpédových člunů (水雷艇)“ – což bylo následně zkráceno na suirai kučikutei (水雷駆逐艇). K dalšímu zkrácení došlo v roce 1898, vynecháním primárního cíle nových člunů-ničitelů, na kučikutei (駆逐艇). Ještě před spuštěním první jednotky na vodu byly kučikutei podle Gunkan ojobi suiraitei ruibecu tókjú hjódžun (軍艦及び水雷艇類別等級標準 ~ Standardy pro klasifikaci tříd válečných lodí a torpédovek) z 21. března 1898 zařazeny do nadkategorie suiraitei (水雷艇 ~ torpédovky, zde ale nadkategorie nadřazená kategoriím suiraitei a kučikutei), která stála vedle nadkategorie gunkan (軍艦 ~ válečná loď) – to znamená, že kučikutei nebyly považovány za válečné lodě ve smyslu kategorie gunkan.
Teprve 22. června 1900 (tedy až po zařazení všech šesti jednotek do služby) byly kučikutai překlasifikovány na kučikukan (駆逐艦 ~ torpédoborec; doslova „loď pro ničení/zahánění“) a zařazeny (do konce rusko-japonské války) do kategorie gunkan. Podle další reorganizace z 28. srpna 1912 byly torpédoborce třídy Ikazuči překlasifikovány na torpédoborce 3. třídy.. Před definitivním vyřazením byly v roce 1921 ještě přežívající Akebono a Oboro překlasifikovány na minolovky 2. třídy (二等掃海艇 nitó sókaitei).

## Konstrukce

### Trup a nástavby
Ikazuči (stejně jako několik následujících tříd japonských „torpédoborců“) vycházely z tzv. „30uzlových“ (30-knotter) ničitelů torpédových člunů Royal Navy. Trup byl zhotoven z měkké oceli Siemens-Martin s obšívkou o tloušťce 4 až 5 milimetrů a příčnými přepážkami rozdělen do jedenácti úseků. V nich se (od přídě) nacházely: přední kolizní prostor, kotevní mechanismus, velitelská věž, kuchyně, kotelny, strojovna, důstojnické kajuty se salónkem, sklad potravin a mechanismus kormidla. Záď nesla nevyvážené kormidlo.
Přední paluba byla klenutá a snižovala se směrem k přídi. Na klenutou přední palubu navazoval malý můstek o jedné úrovni, na jehož vrcholku se nacházela nekrytá plošina. Za můstkem stál signální stěžeň a za ním se v přibližně jedné třetině délky táhla nástavba se čtyřmi komíny a vyústěním větrání kotelen (vyústění větrání přední kotelny se nacházelo v mezeře mezi prvním a druhým komínem, zatímco větrání zadní kotelny se nacházelo v mezeře mezi třetím a čtvrtým komínem). Po stranách této nástavby se nacházely celkem čtyři záchranné čluny a zadní dvojice 57mm kanónů. V zadní části se nástavba snižovala a stála na ní vyvýšená platforma se světlometem.

### Pohon
Čtyři vodotrubné kotle Yarrow, umístěné za sebou po dvou ve dvou kotelnách, vyvíjely nasycenou páru pro dva vertikální čtyřválcové parní stroje s trojnásobnou expanzí. Ty dosahovaly celkového výkonu 6000 koní (4413,0 kW) a krátkodobě maximálně i 7000 koní (5148,5 kW). Císařské námořnictvo požadovalo, aby nové torpédoborce byly schopné udržet rychlost 31 uzlů (57,4 km/h) po dobu tří hodin. Poslední dokončená jednotka Nidži dosáhla při zkouškách 12. prosince 1899 rychlosti 31,15 uzlů (57,690 km/h).

### Výzbroj

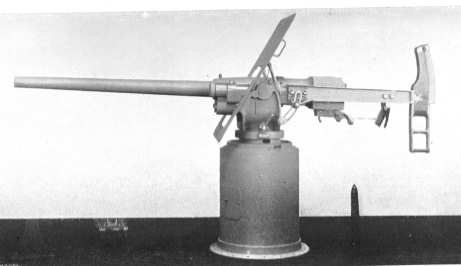
57mm rychlopalný kanón Hotchkiss vyrobený zbrojovkou Elswick

Výzbroj nových torpédoborců (jak bylo tehdy obvyklé) byla založena na rychlopalných kanónech a torpédech. Po dokončení se hlavňová výzbroj skládala z jednoho 76,2mm kanónu (u Royal Navy označovaného jako 12liberní či třípalcový) s délkou hlavně 40 ráží a pěti 57mm kanónů Hotchkiss (u Royal Navy označovaných jako 6liberní) s hlavní délky 40 ráží. Od přídě k zádi byly kanóny rozmístěny následovně: Jeden 57mm Hotchkiss na vyvýšené platformě na přední palubě před můstkem, dva 57mm kanóny na hlavní palubě po stranách můstku a zbývající dvojice sedmapadesátek diagonálně na hlavní palubě – kanón na pravoboku se nacházel za úrovní druhého komína a kanón na levoboku přibližně na úrovni čtvrtého komína. 76,2mm kanón se nacházel na zádi za torpédomety. Těsně před, či během rusko-japonské války (1904-1905) byl přední 57mm kanón na platformě před můstkem nahrazen za druhý 76,2mm kanón.
Torpédovou výzbroj představovaly dva 450mm otočné jednohlavňové torpédomety typu HO (tzn. Whitehead & Armstrong) umístěné na hlavní palubě na zádi, mezi platformou světlometu a 76,2mm kanónem. Z nich bylo možno vypouštět torpéda typu 30., 32., 38., 42. a 44. roku (až na poslední typ se jednalo o torpéda poháněná stlačeným vzduchem; typ 44. roku byl poháněn směsí petroleje, vzduchu a vody).

## Jednotky třídyIkazuči
| Jméno         | Loděnice                            | Položení kýlu  | Spuštění           | Přijetí do služby | Osud |
| ------------- | ----------------------------------- | -------------- | ------------------ | ----------------- | --- |
| Ikazuči (雷)  | Yarrow Shipbuilders, Poplar, Londýn | září 1897      | 15. listopadu 1898 | 23. února 1899    | 9. října 1913 nebo 10. října 1913 potopen po explozi kotle v Óminato                                                                                                |
| Inazuma (電)  | Yarrow Shipbuilders, Poplar, Londýn | listopadu 1897 | 28. ledna 1899     | 25. dubna 1899    | 16. prosince 1909 ztracen při kolizi se škunerem jižně od Hakodate                                                                                                  |
| Nidži (霓)    | Yarrow Shipbuilders, Poplar, Londýn | ledna 1899     | 17. prosince 1899  | 1. ledna 1900     | 3. srpna 1900 potopen po ztroskotání u jihovýchodního pobřeží Šantungského poloostrova                                                                              |
| Akebono (曙)  | Yarrow Shipbuilders, Poplar, Londýn | února 1898     | 25. dubna 1899     | 3. července 1899  | 1. dubna 1921 překlasifikován na minolovku 2. třídy; 21. června 1921 překlasifikován na cílovou loď a 1925 sešrotován                                               |
| Oboro (朧)    | Yarrow Shipbuilders, Poplar, Londýn | ledna 1899     | 5. října 1899      | 1. listopadu 1899 | 30. dubna 1921 překlasifikován na minolovku 2. třídy; 21. června 1921 překlasifikován na cílovou loď a od října 1921 hulk                                           |
| Sazanami (漣) | Yarrow Shipbuilders, Poplar, Londýn | června 1897    | 8. srpna 1899      | 28. srpna 1899    | 1. dubna 1913 vyřazen; 23. srpna 1914 přejmenován na Sazanami Maru (漣丸), 29. srpna 1930 ztroskotal u pobřeží Tatejamy (prefektura Čiba); od října téhož roku hulk |